# Pyx Lax
Pyx Lax (грец. Πυξ Λαξ) — грецький рок-гурт, заснований 1989 року.  Вважається найбільш успішним в грецькій музичній індустрії: очолив рейтинг Топ-30 Найбільш успішних музичних колективів усіх часів у Греції, який проводився телеканалом Alpha TV. Має у своїй дискографії 12 золотих та платинових альбомів. Офіційно розпався 2004 року, хоча 2011 року музиканти здійснили тур в пам'ять про Маноса Ксідуса.

## Історія гурту
Pyx Lax створений 1989 року в афінському передмісті Агії Анаргірі. Його назва подходить від давньогрецького виразу Πυξ Λαξ, що перекладається як Кулаками і стусанами. Засновники гурту — Філіппос Пляцікас (нар. 1967), Бабіс Стокас (нар. 1968), Манос Ксідус (1953–2010). У першому альбомі «Τι άλλο να πεις πιο απλά», записаному 1990 року, гурт тяжів до поп-і рок-звучання. 1991 року випущено другий альбом під назовю «Ζόρικοι καιροί». Альбом 1993-го року «O ilios tou heimona me melagholei» приніс перший відчутний успіх. 1994 року вийшов четвертий за рахунком альбом «Gia tous prigkipes tis ditikis ohthis».
Потім був десятирічний запаморочливий тріумф групи по всій Греції та випуск 17 альбомів, більшість з яких стали платиновими. 1997 року записано спільний виступ наживо Pyx Lax із Йоргосом Даларасом. 1999 року записано саунд-трек спільно із Лакісом Пападопулосом до фільму «Νετρίνο» Параскевопулоса. Наприкінці року випущено подвійний диск «Υπάρχουν χρυσόψαρα εδώ;» із новими піснями та концертними записами найбільш успішних пісень попередніх років.
Влітку 2001 року Pyx Lax випустили останній альбом ід назвою «Τα δοκάρια στο γρασίδι περιμένουν τα παιδιά» за участю таких музикантів, як Стінг, Ерік Бурдон, Гордон Гано, Марк Алмонд, Стів Вінн, а також грецьких митців — Меліна Танагрі, Міхаліс Тзуганакіс, Лаврентіс Махеріцас, Харіс Алексіу, Васіліс Казуліс. Гурт припинив існування у вересні 2004 року, причини розпаду достеменно невідомі, хоча Філіппос Пляцікас продовжив сольну кар'єру. Власне, з усіх музикантів, що грали у груті, тільки Пляцікас домігся надалі справжнього успіху, хоча інші члени команди володіли не меншими музичними талантами, наприклад, Бабіс Стокас — основний вокаліст перших трьох альбомів колективу.
Стиль Pyx Lax можна зхарактеризувати як фолк-рок, але насправді він надзвичайно різноманітний — від грецької ребетіко до панк-року, від рок-балад до поп-хітів. Гурт добре відомий не тільки в Греції, але так само і за її межами. У квітні 2010 року від серцевого нападу помер Манос Ксідус. Щоб вшанувати його пам'ять, Pyx Lax возз'єдналися 2011 року і дали кілька концертів на території Греції, в тому числі на Афінському Олімпійському стадіоні. Концерт на Олімпійському стадіоні в Афінах зібрав 80 тис. фанатів, а стадіон Кафтанзогліо в Салоніках — 50 тис. Тур Pyx Lax завершився трьома концертами в Америці (Нью-Йорк, Чикаго, Бостон) і концертом в Канаді (Торонто).

## Учасники гурту
Основними та постійними учасниками гурту були:
- Філіппос Пляцікас (акустична гітара, вокал, композитор/автор пісень)
- Бабіс Стокас (гітара, вокал, автор пісень)
- Манос Ксідус (вокал, автор пісень)

Впродовж довгого часу у складі гурту грали музиканти:
- Йоргос Яннопулос (ударні)
- Нікос Яннатос (бас)
- Дімітра Караберопулу (акордеон)
- Алкіс Пападопулос (клавішні)
- Костас Сарделіс (електробас, гітара)
- Васіліс Спіропулос (електрична гітара, найстарший учасник гурту Spyridoula)
- Панайотіс Спіропулос (електрична гітара, учасник гурту Tsopana Rave)
- Дімітріс Канеллопулос (електрогітара, засновник гурту Domenica)

## Дискографія

### Альбоми
| Рік  | Назва                                                         | Сертифікат    |      |                          |   |
| ---- | ------------------------------------------------------------- | ------------- | ---- | ------------------------ | - |
| Рік  | Назва                                                         | Сертифікат    | 1990 | Ti allo na peis pio apla | - |
| 1991 | Zorikoi Kairoi                                                | -             |      |                          |   |
| 1993 | O Ilios tou Heimona Me Melanholei                             | -             |      |                          |   |
| 1994 | Gia tous Prigkipes tis Dytikis Ohthis                         | золотий       |      |                          |   |
| 1996 | O Baboulas Tragoudaei Monos tis Nyhtes                        | платиновий    |      |                          |   |
| 1997 | Paikse Paliatso Ta Tragoudia Sou Teleionoun (Live)            | -             |      |                          |   |
| 1997 | Zontani Ihografisi Stin Iera Odo (Live) із Йоргосом Даларасом | платиновий    |      |                          |   |
| 1998 | Stilvi                                                        | платиновий    |      |                          |   |
| 1999 | Yparhoun Hrysopsara Edo?                                      | 3x платиновий |      |                          |   |
| 2001 | Ta Dokaria sto Grasidi Perimenoun ta paidia                   | платиновий    |      |                          |   |
| 2003 | Haroumeni Stin Poli Ton Trelon                                | -             |      |                          |   |
| 2004 | Telos - Live sto Likavitto (2 CDs + DVD)                      | золотий       |      |                          |   |
|      |                                                               |               |      |                          |   |

### CD-сингли
| Рік  | Назва                                                  | Сертифікат |      |                                                        |            |
| ---- | ------------------------------------------------------ | ---------- | ---- | ------------------------------------------------------ | ---------- |
| Рік  | Назва                                                  | Сертифікат | 1997 | Nyhterinos Peripatos stin Iera Odo with George Dalaras | платиновий |
| 1998 | O Erotas kimithike noris with Makis Christodoulopoulos | -          |      |                                                        |            |
| 1998 | Netrino with Lakis Papadopoulos                        | -          |      |                                                        |            |
| 1999 | As' Tin Eikona Na Milaei with I Muvrini and Sting      | платиновий |      |                                                        |            |
| 2000 | Pyx Lax - The Remixes by Panic!                        | -          |      |                                                        |            |

### Компіляції та інше
| Рік  | Назва                         | Сертифікат |      |                    |         |
| ---- | ----------------------------- | ---------- | ---- | ------------------ | ------- |
| Рік  | Назва                         | Сертифікат | 2002 | Apo Edo Ki Apo Kei | золотий |
| 2008 | Best of Pyx Lax (3 CDs & DVD) | -          |      |                    |         |
| 2011 | Ei Man, Koita Mprosta (Live)  | -          |      |                    |         |